# 라플란드 전쟁
라플란드 전쟁(핀란드어: Lapin sota 라핀 소타[*], 독일어: Lapplandkrieg 라플란트크리크[*])은 1944년 9월에서 1945년 4월 사이에 핀란드 최북단 라피 지역에서 핀란드 방위군과 독일 국방군 사이에 벌어진 전쟁이다.
핀란드 입장에서 라플란드 전쟁은 계속전쟁과 같은 또 하나의 별개의 전쟁이었지만 독일 입장에선 자작나무 작전과 북극광 작전 등으로 이어지는 일련의 북유럽 탈출 작전의 일부였을 뿐이다. 당시 핀란드는 소련과 휴전하는 조건으로 군대 해산이 진행 중이었기 때문에 독일군을 몰아내는 데 어려움을 겪었다. 독일군은 핀란드를 벗어나 노르웨이 북부로 탈출했고 핀란드는 소련과 단독으로 모스크바 휴전 협정을 체결했다. 이후 제2차 세계 대전에서 핀란드의 전쟁은 사실상 종료되었으며 1947년 파리 강화조약이 맺어지기 전까지는 공식적으로는 소련 및 영국과 정전 상태였다.

## 같이 보기
- 아르네 유틸라이넨
- 북극해 해상 작전 (제2차 세계 대전)
- 펠 (지형)